# Equatosypna
Sypnoides là một chi bướm đêm thuộc họ Noctuidae.